# Палац урочистих подій (Київ)
Пала́ц урочи́стих поді́й («Палац одружень», «Палац реєстрації шлюбів та новонароджених», жарт. «бермудський трикутник») — будівля Центрального відділу реєстрації актів цивільного стану (РАЦС), зведена у стилі неомодернізму. Розташований у Києві на Берестейському проспекті, 11.
Наказом Головного управління охорони культурної спадщини № 10/25-10 від 11 травня 2010 року внесений до обліку пам'яток архітектури.

## Історія

Західний ріг палацу

Місцевість, на якій згодом постав палац, була частиною заболоченої заплави річки Либідь. У другій половині ХІХ сторіччя тут з'явилися склади гасу.
З кінця 1960-х років почалась активна забудова ділянки проспекту Перемоги (теперішній Берестейський) до КПІ і далі. Згодом на розі з Повітрофлотським проспектом розпланували сквер.
Наприкінці 1970-х років ділянку відвели під забудову центрального відділу РАЦС. До цього установа містилась у
Шоколадному будинку, що на Липках.
Палац звели за проєктом архітекторів Вадима Гопкала, Вадима та Ірини Гричин. Урочисте відкриття відбулось 1982 року, під час святкування 1500-річчя від заснування Києва.
Окрасою скверу став декоративний басейн із двома бронзовими скульптурами «Материнство» і «Злітають птахи» авторства Валентини Михайлевич (1980 року). У 2000-х роках басейн демонтували, щоб розчистити майданчик під зведення хмарочоса. 2013 року скульптури об'єднали в одну композицію «Шлях у майбутнє» й перенесли до палацу дітей та юнацтва
Станом на 2020 рік, палац втратив свій парадний вигляд. З нього обсипається плитка, будівля поступово занедбується.

## Архітектура
Центральний відділ РАЦС — модерністська споруда із вигнутим дахом.
Завдяки тодішнім будматеріалам і технологіям стало можливим створювати будівлі з величезним внутрішнім простором у найвигадливіших формах. У Києві кілька споруд з подібним дахом, зокрема Будинок меблів,  Житній і Володимирський ринки.
Споруда у плані трикутна, тому кияни з іронічним ставленням до шлюбу прозвали її «бермудським трикутником». Така форма була обумовлена необхідністю спрямування потоків учасників церемонії у різні входи і виходи.
Урочистості будівлі на гранітному стилобаті додали широкі сходи парадного входу.
Архітектурний ансамбль зі сквером був певним акцентом на великій ділянці, окресленій проспектами Повітрофлотським і Берестейським, вулицями Шолуденка і Борщагівською з лінією швидкісного трамваю. Однак зведення поруч у 2000-х роках багатоповерхових будинків звело нанівець задуми архітекторів.

Будівництво хмарочосу впритул до палацу (2010)
Скульптурна композиція перенесена до палацу дітей та юнацтва
Палац затиснутий хмарочосами й автостоянкою (2020)